# Gertrudis von Bentheim
Gertrudis von Bentheim († 1303) war Äbtissin im Stift Nottuln und Stift Metelen.

## Leben

### Herkunft und Familie
Gertrudis von Bentheim wurde als Tochter des Otto von Bentheim und der Heilwigis von Tecklenburg († nach 1301), Tochter des Otto von Tecklenburg und der Beatrix von Rietberg geboren.

### Werdegang und Wirken
Gertrudis war Äbtissin in Nottuln in den Jahren 1263 bis 1277 und bis 1303 in Metelen. Eine erste Erwähnung als Äbtissin findet sich in einer Urkunde, in der Bischof Gerhard bestätigt, dass sie im Besitz eines von ihr aus eigenen Mitteln erworbenen Hauses zu Gunsten und Nutzen der Nottulner Kirche ist. In Dokumenten vom 2. und 15. Februar 1276 beurkundete sie als Äbtissin von Metelen und Nottuln. Gertrud residierte ab 1278 in Metelen, ohne ihren Titel auf Nottuln abzugeben. Die Abtei Metelen führte sie bis 1303.